# Lijst van burgemeesters van Teckop
Dit is een lijst van burgemeesters van de voormalige Nederlandse gemeente Teckop tot die gemeente in 1857 opging in de gemeente Kamerik.
| Ambtsperiode | Naam burgemeester       | Partij of stroming | Bijzonderheden |
| ------------ | ----------------------- | ------------------ | --- |
| 1825? - 1846 | Maarten de Haan Jz      |                    | tevens burgemeester van Zegveld (1825-1846)                                                                             |
| 1847 - 1848  | Johannes Justus Montijn |                    | tevens burgemeester van Zegveld                                                                                         |
| 1848 - 1857  | Jan Carel de Bruyn      |                    | tevens burgemeester van Gerverskop (1850-1857), Harmelen, Kockengen, Laag-Nieuwkoop en Veldhuizen (alle vier 1850-1866) |